# Svampmyggor
Svampmyggor (Mycetophilidae) är en familj av tvåvingar. Svampmyggor ingår i ordningen tvåvingar, klassen egentliga insekter, fylumet leddjur och riket djur. Enligt Catalogue of Life omfattar familjen Mycetophilidae 4167 arter. 

## Bildgalleri

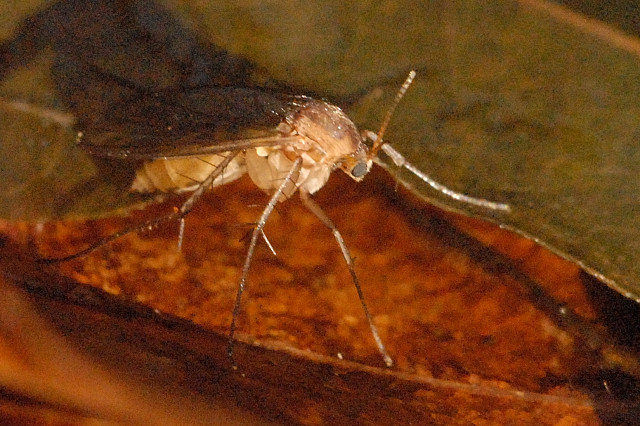
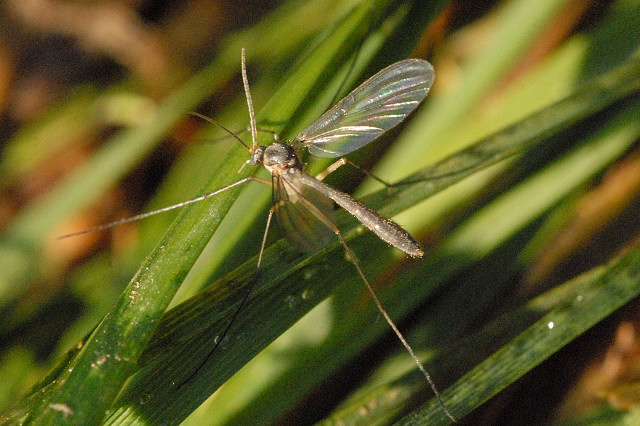
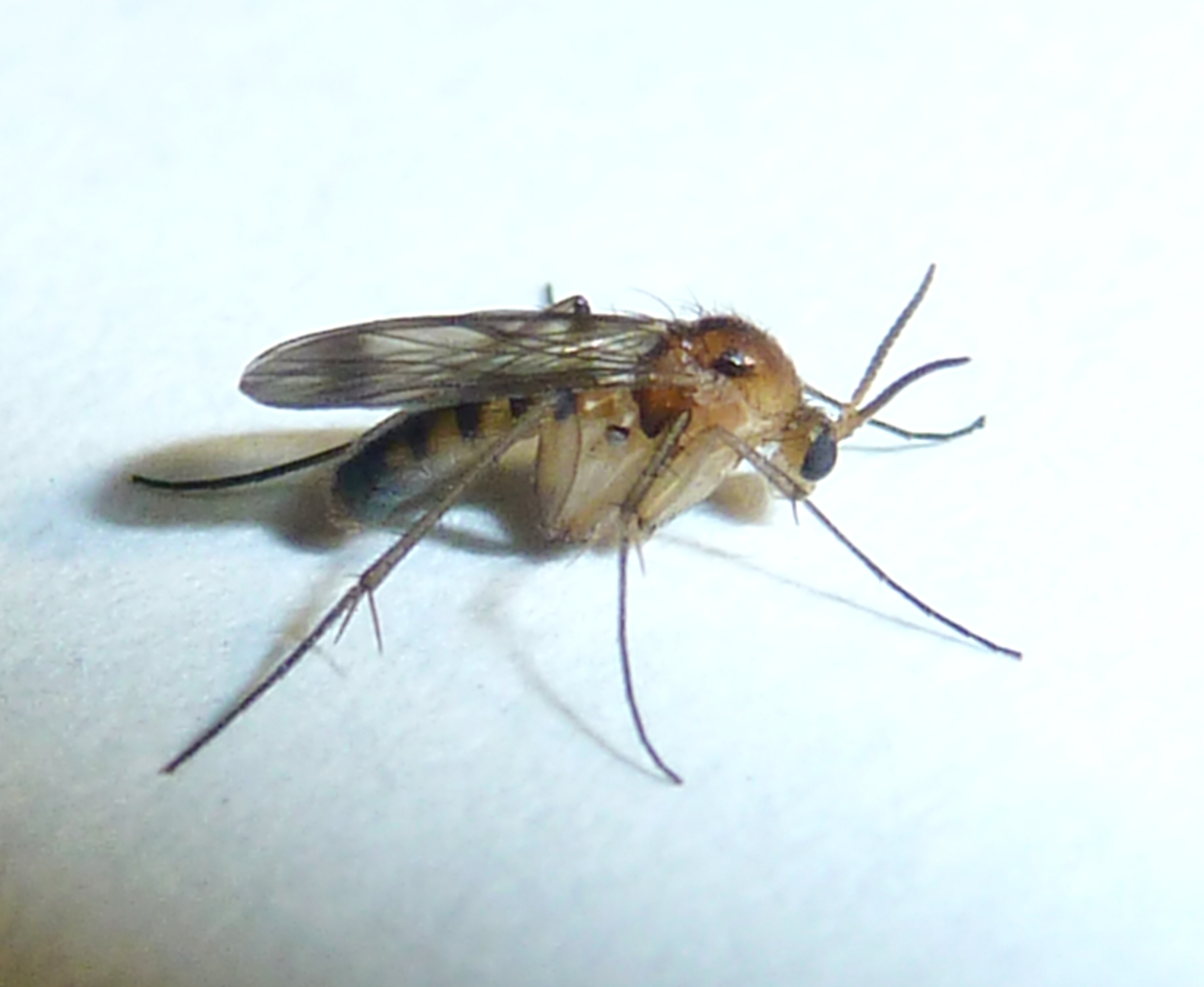

## Dottertaxa till svampmyggor, i alfabetisk ordning[1][2]
- Acnemia
- Acomoptera
- Acomopterella
- Acrodicrania
- Adicroneura
- Afrocnemia
- Agaromya
- Aglaomyia
- Allactoneura
- Allocotocera
- Allodia
- Allodiopsis
- Anaclileia
- Anatella
- Aneura
- Anomalomyia
- Aphrastomyia
- Apolephthisa
- Aspidionia
- Ateleia
- Austrosciophila
- Austrosynapha
- Aysenmyia
- Azana
- Baeopterogyna
- Boletina
- Boletiniella
- Bolithomya
- Bolithomyza
- Boraceomyia
- Brachypeza
- Brevicornu
- Caledonileia
- Cawthronia
- Celebesomyia
- Chalastonepsia
- Clastobasis
- Cluzobra
- Coelophthinia
- Coelosia
- Cordyla
- Cowanomyia
- Creagdhubhia
- Cycloneura
- Deimyia
- Dinempheria
- Docosia
- Drepanocercus
- Dynatosoma
- Dziedzickia
- Echinopodium
- Ectrepesthoneura
- Epicypta
- Eudicrana
- Eumanota
- Exechia
- Exechiites
- Exechiopsis
- Garrettella
- Gnoriste
- Gracilileia
- Greenomyia
- Grzegorzekia
- Hadroneura
- Hemisphaeronotus
- Impleta
- Indoleia
- Leia
- Leiella
- Leptomorphus
- Lusitanoneura
- Macrobrachius
- Macrorrhyncha
- Manota
- Megalopelma
- Megophtalmidia
- Megophthalmidia
- Metanepsia
- Millerina
- Mohelia
- Monoclona
- Morganiella
- Moriniola
- Mycetomyza
- Mycetophila
- Mycomya
- Mycomyiella
- Mycomyites
- Myrosia
- Neoallocotocera
- Neoaphelomera
- Neoclastobasis
- Neoempheria
- Neoneurotelia
- Neoparatinia
- Neotrizygia
- Neuratelia
- Notolopha
- Novakia
- Opsion
- Palaeodocosia
- Paracycloneura
- Paradoxa
- Paraleia
- Paramanota
- Paramorganiella
- Paratinia
- Paratrizygia
- Parempheriella
- Parvicellula
- Phronia
- Phthinia
- Platurocypta
- Platyprosthiogyne
- Pleurogymnus
- Pollicitator
- Polylepta
- Procycloneura
- Promanota
- Prospeolepta
- Pseudalysiinia
- Pseudexechia
- Pseudobrachypeza
- Pseudorymosia
- Rhymoleia
- Rondaniella
- Rymosia
- Saigusaia
- Sceptonia
- Schnusea
- Sciophila
- Sigmoleia
- Speolepta
- Stenophragma
- Sticholeia
- Stigmatomeria
- Synapha
- Syndocosia
- Synplasta
- Syntemna
- Tarnania
- Tasmanina
- Tetragoneura
- Thoracotropis
- Tipula
- Trichonta
- Trichoterga
- Trizygia
- Waipapamyia
- Vecella
- Viridivora
- Zygomyia
- Zygophronia